# Elecciones provinciales de San Luis de 1951
Las elecciones generales de la provincia de San Luis de 1951 tuvieron lugar el domingo 11 de noviembre del mencionado año, al mismo tiempo que las elecciones presidenciales y legislativas a nivel nacional. Se realizaron con el objetivo de elegir al Gobernador y al Vicegobernador para el período 1952-1958, así como renovar los 25 escaños de la Legislatura Provincial. Fueron los undécimos comicios provinciales sanluiseños desde la instauración del voto secreto, así como los primeros bajo sufragio universal de hombres y mujeres.
Al mismo tiempo que el presidente Juan Domingo Perón era reelecto con amplitud, el candidato Víctor Endeiza, del Partido Peronista (PP), resultó elegido por abrumador margen con el 71.16% de los votos contra el 15.83% de la Unión Cívica Radical (UCR) y el 13.01% del Partido Demócrata Liberal (PDL). El candidato presidencial de este último, Reynaldo Pastor, era exgobernador de la provincia, y fue precisamente en dicho distrito donde más votos obtuvo. Los cargos electos fueron juramentados el 4 de junio.
Endeiza no completó su mandato constitucional ya que fue depuesto por el golpe de septiembre de 1955, que derrocó a Perón y proscribió al peronismo, así como intervino todas las provincias.